# Сади Семіраміди (фільм, 1970)
«Сади Семіраміди» (груз. «სემირამიდას ბაღები», рос. «Сады Семирамиды») — грузинський радянський художній фільм 1970 року кінорежисера Сіко Долідзе.

## Сюжет
Перші дні літа 1941 року. Грузинські колгоспники на чолі з головою колгоспу Леваном і агрономом Магдой приїжджають в українське село для обміну досвідом. Сюди ж прибуває з військової частини син Магди Георгій. Молодий солдат знайомиться з Марією, і незабаром батьки призначають день весілля. Починається війна. Й Георгій, й Леван вирушають на фронт. Але Георгій встиг на прощання сказати Магді про своє кохання. Марія привозить в грузинське село українських дітей і допомагає Магде осушувати болота під нові сади. Їх назвуть садами Семіраміди. Дерева добре приживуться, заквітнуть і допомагатимуть людям переносити жорстокі військові негоди.

## Актори
- Мегі Цулукідзе — Магда
- Георгій Кікадзе — Георгій
- Дудухана Церодзе — Ivlite
- Іпполіт Хвічіа — Іпполіт
- Галина Сполудена — Марія
- Всеволод Поліщук — Шкурат
- Даніл Ільченко — батько Шкурата
- А. Красіліча — мати Шкурата
- Коте Даушвілі — Герасим
- Вахтанг Нінуа — Atanase
- Яків Трипільський — Леван
- Володимир Волков — Деміан
- Ольга Матешко — Zoia
- Василь Чхаідзе — поштар
- Іраклі Квокрашвілі — Vardeni
- Лія Капанадзе — Гогутца
- Аміран Кадеішвілі — Nikoia
- В. Петко — Денисенко
- Маргарита Криницина — Клавдія
- Анатолій Барчук — Андрій
- І. Аробелідзе
- Е. Байковський
- І. Бала
- Ч. Чхеідзе
- Г. Даріспанашвілі
- Валеріян Долідзе
- Л. Каландадзе
- М. Канделакі
- С. Карамаш
- О. Кондратенко
- В. Кондратенко
- Олександр Купрашвілі
- Г. Неврозашвілі
- І. Ніджарадзе
- Раіса Піроженко
- Олена Сакварелідзе
- Т. Сепертеладзе
- Марина Тбілелі
- Гіві Тохадзе
- Віктор Поліщук